# Vasily Ivanovich Agapkin
Vasily Ivanovich Agapkin (tiếng Nga: Васи́лий Ива́нович Ага́пкин, 3 tháng 2 năm 1884 - 29 tháng 10 năm 1964) là một nhạc trưởng kiêm nhà soạn nhạc của Liên Xô. Ông là tác giả của nhạc phẩm nổi tiếng "Tạm biệt em gái Slav".

## Tiểu sử
Vasily Ivanovich Agapkin sinh ngày 3 tháng 2 năm 1884 tại làng Shancherovo thuộc tỉnh Ryazan, xuất thân trong một gia đình nông dân nghèo. Ông mồ côi sớm từ nhỏ và phải vào đời sớm để mưu sinh cùng các anh chị em. Lên 10 tuổi, ông tham gia làm học viên của dàn hợp xướng thuộc tiểu đoàn dự bị số 308 Tsaryovsky. Năm 1906 V. I. Agapkin bị gọi nhập ngũ và phục vụ tại trung đoàn long kỵ binh số 6 Tver đóng tại Tiblisi. Ba năm sau, hết hạn phục vụ, Agapkin đên Tambov. Tại đây, vào ngày 12 tháng 1 năm 1910 ông đăng ký gia nhập vào đội nhạc công của trung đoàn kỵ binh khẩn cấp số 7 với vị trí nhạc công trumpet, và từ mùa thu năm 1911 Agapkin tham gia giảng môn kèn đồng của Trường Âm nhạc Tambov. Trong thời gian này ông cư ngụ tại một ngôi nhà ở đường Gymnasicheskaya.
Tháng 10 năm 1912, cuộc Chiến tranh Balkan lần thứ nhất bùng nổ. Lấy cảm hứng từ các đoàn quân tình nguyện người Nga tham chiến ủng hộ các quốc gia Balkan chống lại đế quốc Thổ Nhĩ Kỳ, V. I. Agapkin đã sáng tác ra nhạc phẩm "Tạm biệt em gái Slav", về sau đã trở nên cực kì nổi tiếng. Tại Tambov hiện nay có một tấm bia tưởng niệm sự ra đời của nhạc phẩm này, với phiên bản lời của Vladimir Lazarev. , nay nó trở thành bài ca của tỉnh Tambov của nước Nga.
Sau khi Cách mạng Tháng Mười thành công, V. I. Agapkin tình nguyện gia nhập Hồng quân vào năm 1918 và tổ chức một nhóm nhạc kèn đồng thuộc lữ đoàn khinh kỵ binh số 1. Năm 1918 ông trở về Tambov, điều hành phòng thu âm và dàn hợp xướng thuộc Cục Chính trị Quốc gia (GPU). Ngày 5 tháng 8 năm 1922, ông trình diễn trong một buổi hòa nhạc giã biệt ở Tambov vì không lâu sau đó phải rời thành phố này đến sống ở thủ đô Moskva. Năm 1924, nhóm nhạc của Agapkin trình diễn trong tang lễ của Lenin. Năm 1928 thành lập một nhóm nhạc kèn đồng với thành phần là trẻ em đường phố.
Khi Cuộc chiến tranh vệ quốc vĩ đại bắt đầu, V. I. Agapkin được bổ nhiệm làm nhạc trưởng của dàn nhạc thuộc sư đoàn bộ binh cơ giới hóa Dzerzhinsky thuộc NKVD với cấp bậc Đội viên quân nhu bậc 1. Ông đã điều hành buổi hòa nhạc trong cuộc duyệt binh nổi tiếng ở Quảng trường Đỏ vào ngày 7 tháng 11 năm 1941. Bài nhạc nổi tiếng "Tạm biệt em gái Slav" là một trong 4 nhạc phẩm được trình bày trong ngày đó. Ngày 24 tháng 6 năm 1945, một lần nữa V. I. Agapkin được bổ nhiệm làm người chỉ huy dàn nhạc trong cuộc diễu binh mừng Chiến thắng Phát xít Đức, lệnh bổ nhiệm được đích thân I. V. Stalin ký.
Sau chiến tranh, Agapkin công tác trong dàn nhạc của thiếu tướng Semyon Aleksandrovich Chernetsky, cũng là một nhạc sĩ nổi tiếng của Hồng quân Liên Xô. Ông tiếp tục phục vụ trong nhóm nhạc của cơ quan an ninh Xô Viết cho đến năm 1955, và tiếp tục chỉ huy nhiều buổi biểu diễn âm nhạc ở thủ đô Moskva sau chiến tranh, trong đó có những buổi biểu diễn bài "Tạm biệt em gái Slav".
Vasily Ivanovich Agapkin mất ngày 29 tháng 10 năm 1964. Thi hài ông được quàn tại nghĩa trang Vagankovo ở thủ đô Moskva.
Tên của ông được đặt cho một trường nghệ thuật dành cho thiếu nhi ở thành phố Mikhaylov thuộc tỉnh Ryazan, và cho một con đường ở Tambov.
Ông có một con gái tên Aza Sverdlova-Agapkina và cháu ngoại là Yury Sverdlov.

## Danh sách nhạc phẩm
- Hành khúc "Tạm biệt em gái Slav" (Прощание славянки)
- Bản waltz "Giấc mơ nhiệm mầu" (Волшебный сон)
- Bản waltz "Người nhạc sĩ đang yêu" (Любовь музыканта)
- Bản waltz "Đêm xanh" (Голубая ночь)[6]
- Bản waltz "Mồ côi" (Сиротка)
- Bản waltz "Đêm ở Mátxcơva" (Ночь над Москвой)[7]
- Nhạc không lời "Người con gái trên phố" (Дочь улицы)
- Nhạc không lời "Trên bãi biển Hắc Hải" (На берегу Черного моря)
- Hành khúc với chủ đề là dân ca Mông Cổ (Походный марш на темы монгольских народных песен)[8]
- Hành khúc với nhạc tố của vở nhạc kịch Carmen (Марш на мотивы из оперы „Кармен")
- Hành khúc với nhạc tố của vở nhạc kịch Faust (Марш на мотивы из оперы „Фауст")
- Hành khúc với chủ đề là các bài ca cách mạng (Марш на темы революционных песен)
- Hành khúc "Khoảnh khắc chia ly" (На прощание)[9]
- Nhạc phẩm "Waltz"
- Bản polka "Ngày nghỉ lễ vui vẻ" (Веселый отдых)[10]
- Nhạc không lời "Nhà máy thủy điện Dniepr" (ДнепроГЭС)
- Nhạc không lời "Vết thương tâm hồn" (Душевные раны)
- "Hành khúc người kỵ binh" (Кавалерийский марш)
- Bản polka "Katenyka" (Катенька)
- Nhạc không lời "Katya, Katyusha" (Катя, Катюша)[11]
- Nhạc không lời "Âm nhạc Trung Hoa" (Китайская серенада)
- Nhạc khiêu vũ "Krakovyak" (Краковяк)
- Nhạc không lời "Những người thợ rèn" (Кузнецы)
- Hành khúc "Người trung úy (Лейтенант hay Лейтенанту)
- Bài hát "Hành khúc yêu thích" (Любимый марш)
- Nhạc không lời "Đôi mắt Lyusin" (Люсины глазки)
- Nhạc khiêu vũ "Mazurka" (Mazurka)[12]
- Nhạc hỗn hợp "Ký ức của tôi" (Мои воспоминания)
- Nhạc không lời "Ảo vọng của tôi" (Моя фантазия)
- Nhạc không lời "Đêm Napoli" (Неаполитанские ночи)
- Nhạc khiêu vũ "Vũ điệu Tây Ban Nha" (Па д'эспань)
- Nhạc khiêu vũ "Pad de Grass" (Пад де грасс)
- Nhạc khiêu vũ "Padekatr" (Падекатр)
- Nhạc không lời "Bay trên tầng bình lưu" (Полет в стратосферу)
- Nhạc khiêu vũ "Polka" (Полька)
- Nhạc hỗn hợp gồm các ca khúc và tiết tấu khiêu vũ (Попурри из песен и танцев)
- Nhạc không lời "Xin chào BKP" (Привет ВКП)
- Bản waltz "Buổi sáng sớm" (Раннее утро)
- Bản waltz "Bình minh ở Mátxcơva" (Рассвет над Москвой)
- Bản waltz "Những câu chuyện kể" (Сказки)
- Nhạc không lời "Bản waltz cổ xưa" (Старый вальс)
- Bản waltz "Viên đá Vácsava" (Стон Варшавы)
- Nhạc jazz không lời "Trò ảo thuật - chỉ mới đó thôi" (Фокусы - это просто)